# René Dommange
René Dommange (17e arrondissement de Paris, 18 décembre 1888 – Avon (Seine-et-Marne, 27 mai 1977), est un avocat, éditeur musical et homme politique français.

## Espoir du barreau, éditeur et musicien d'avant-garde
Fils de Paul Dommange, employé, et de Louise Joubert, René Dommange est diplômé de l'École libre des sciences politiques, docteur en droit (sciences juridiques). Il s'inscrit en 1909 comme avocat à la Cour d'appel de Paris. En 1914, il est secrétaire de la Conférence des avocats. Il quitte le barreau malgré ces brillants débuts en 1920 pour s'orienter vers l'édition musicale : il rejoint la société de son cousin Jacques Durand, les Éditions Durand & Cie, fondées par Auguste Durand et lui succède à sa tête, à la mort de Jacques Durand le 22 août 1928. Amateur de jazz et des avant-gardes musicales, il invite régulièrement, avec son épouse Lola dans son manoir d'Avon, Camille Saint-Saëns, Gabriel Fauré, Claude Debussy et Maurice Ravel. Ce-dernier est principalement édité par Durand. Après la mort de Ravel, Dommange doit faire face à la gestion de son catalogue et aux ambitions des héritiers, à qui il finira par céder ses droits en 1970. Dommange devient président de la section de musique du Congrès international des éditeurs (1948), vice-président du Cercle de la librairie et président du Bureau international de l'édition mécanique (1970). Également arrangeur, musicologue et poète. René Dommange dirige les Éditions Durand jusqu'à son décès en 1977. 

## Député conservateur
Il entre en politique en 1932 en se présentant aux élections législatives dans le 7e arrondissement de Paris en tant qu'indépendant. Élu contre un autre candidat conservateur indépendant, Henry de Kérillis, il rejoint le petit groupe parlementaire des Indépendants. En 1936, il se rapproche de la Fédération républicaine et retrouve son mandat, rejoignant alors le petit groupe nationaliste des Indépendants d'union républicaine et nationale.
Député très actif, il s'oppose notamment au projet de réforme du droit d'auteur et de suppression de la propriété littéraire et artistique du ministre Jean Zay qu'il qualifie de "bureaucratique".
La crise du 6 février 1934 le révèle comme un député antiparlementaire. Convaincu que le parlementarisme est périmé, il préconise dans des cercles de droite comme les « Affinités françaises » ou le Comité Dupleix-Bonvalot un programme de rénovation antiparlementaire : « rénovation de la moralité publique » - il a demandé à la Chambre avant le 6 février une commission d'enquête sur le scandale Stavisky -, « restauration financière » (économies pour combler le déficit budgétaire, diminution des impôts), réforme administrative (limitation du rôle de l’État à ses attributions régaliennes), réforme politique (interdiction des syndicats et de la grève de fonctionnaires, restauration des pouvoirs de l'exécutif, fin du bicaméralisme) - « Si nous ne voulons pas recommencer la pénible expérience du parlementarisme périmé qui s'effondre, nous ne devons plus songer à conserver deux Assemblées politiques. C'est trop. Que nous en gardions une, c'est à voir » - remplacé par « une représentation professionnelle ». Son programme de réforme de l’État - ses « XL propositions » - est fondé sur le corporatisme communautaire. Il est l'un des orateurs d'une réunion organisée pour le centenaire de La Tour du Pin en avril 1934, avec Raphaël Alibert et Robert Vallery-Radot, et disserte sur les « aspirations corporatives du monde moderne ». Avec Philippe Henriot, tout aussi antiparlementaire, et François Le Grix, directeur de La Revue hebdomadaire, il tente de mettre sur pied un éphémère groupement, l'Ordre français, Centre d'information, de liaison et de propagande, qui donne un meeting salle Wagram.
Avec Henriot et Xavier Vallat, il est connu comme un opposant à la franc-maçonnerie. Membre du comité directeur de l'Union antimaçonnique de France présidée par son collègue député le docteur Georges Cousin, il dépose en décembre 1935 un amendement hostile à la franc-maçonnerie lors du débat sur les ligues, voté par 91 parlementaires de droite. Il a déposé aussi des propositions de loi xénophobes: ainsi en 1935 une proposition tendant à interdire « pendant dix ans après leur naturalisation l'exercice de la médecine aux médecins étrangers ».
Il est un opposant farouche aux gouvernements du Front populaire, par ses votes et ses interpellations, moquées d'ailleurs par Le Populaire. Il cultive le souvenir du 6 février, dans la perspective du combat contre les partis de gauche. Il accepte ainsi de présider en février 1937 une réunion du Front national, rassemblant les avatars des ligues. Comme d'autres, il mène une campagne contre le parti communiste, pour l'interdire. Dans une réunion de la Fédération républicaine, il réclame en octobre 1938 la dissolution de ce parti. À la Chambre des députés, il demande par exemple à Daladier en 1938 de réprimer l'action de ce parti après la grève « politique et révolutionnaire » du 30 novembre.  Et, avec un autre député, l'avocat Jean Montigny, il appuie une initiative de l'activiste Georges Loustaunau-Lacau, la fondation fin 1938 de l'Association de défense de la nation. Ses fondateurs utilisent l'article 3 de la loi du 1er juillet 1901 pour introduire devant le tribunal civil de la Seine une instance en dissolution du parti communiste. Ce tribunal, déclare Dommange à la très anticommuniste Agence de presse Inter-France (qui vient de lancer un appel à l’interdiction de ce parti dans plus de 430 périodiques, adressé au Parlement), « sera obligé de constater » que le parti communiste « est aux ordres d'un gouvernement étranger ». Le 1er septembre 1939, il dépose à la Chambre, avec Charles des Isnards, au nom de la Fédération républicaine, une proposition de résolution invitant le gouvernement à dissoudre sans délai le Parti communiste.

## Vichy et la Collaboration
Il approuve la remise des pleins pouvoirs au maréchal Pétain en juillet 1940, et participe aux réunions préparatoires d'un éventuel « parti unique » que Marcel Déat cherche à imposer à l'été 1940. Il accepte d'être désigné en janvier 1941 membre du Comité de rassemblement de la Révolution nationale, organisme concurrent de la Légion française des combattants, qui devait réfléchir à la mise en place d’un mouvement de masse visant à « assurer au nouveau régime ses assises et briser l’activité renaissante de certaines organisations [le PCF] », mais qui n’eut qu’une existence éphémère, puis d'être nommé au conseil municipal de Paris la même année. Il donne une conférence à Paris en 1941 aussi sur "les conditions de la détente". Il est décoré de la francisque et demeure un fidèle de Pétain jusqu'à la fin du régime de Vichy. Xavier Vallat a suggéré que Dommange le remplace à la tête du Commissariat général aux questions juives, mais les autorités allemandes lui préfèrent Louis Darquier de Pellepoix, après que Dommange a exprimé un refus catégorique à Laval.
En 1941, il est  chargé de présider le Comité d’organisation des industries et commerces de la musique, qui, comme tous les C.O., est sous la tutelle du ministère de la production industrielle, en application de la loi du 16 août 1940. Il est aussi désigné par le gouvernement membre du conseil consultatif du Centre d'information interprofessionnel, président de la Commission de liaison interprofessionnelle des industries hôtelières et commerces d'art et création, président de la commission "Art et création", membre du conseil consultatif du dépôt légal, membre  du Conseil supérieur de l'économie industrielle et commerciale.
Il reprend ses thèmes favoris des années 1930. Le combat contre la franc-maçonnerie : il appuie l'action de Bernard Faÿ et de sa revue Les Documents maçonniques, en donnant un article à cette revue en 1942, qui rappelle son amendement de 1935, et acceptant de présider une de ses conférences en 1943 sur "les responsabilités de la judéo-maçonnerie dans la deuxième guerre mondiale". Le corporatisme communautaire aussi. Il publie en 1941 une brochure intitulée Conditions de la paix sociale par l'organisation corporative et la transformation du salariat, préconisant l'abolition du contrat de travail à salaire fixe et la participation des employés et ouvriers aux bénéfices de l'entreprise et préside en 1943 les Journées du Mont-Dore, qui est, selon ses termes, "une initiative privée qui, avec l'agrément du Chef de l'État et du Chef du gouvernement, a convié des hommes de toutes appartenances à se rencontrer pour confronter leurs propositions en ce qui concerne un Ordre nouveau". Ces journées fédèrent tous les partisans d'un ordre corporatiste communautaire désireux de mettre en pratique la "Révolution nationale" de Pétain. Pétain reçoit Dommange et les autres dirigeants en juillet 1943, qui soulignent que ses appels à un "ordre communautaire" n'ont pas été respectés.
Il fera également partie de ces groupes de musiciens qui, à l'instar de Florent Schmitt, comme lui aussi progressiste musicalement qu'il est réactionnaire politiquement, participent à des rencontres officielles avec des officiels nazis, et notamment à un voyage de musiciens français organisé par les services de Joseph Goebbels, à Vienne, en décembre 1941. Il se rend encore en Allemagne en 1943 et soutient Joseph Darnand.
À la Libération, il est déclaré inéligible. Le jury d'honneur refuse de lever son inéligibilité, arguant qu'il « s'est montré un partisan actif du gouvernement de Vichy qui l'a nommé conseiller municipal de Paris ; qu'il a collaboré au Cri du peuple, journal à la solde de l'ennemi » (quotidien du Parti populaire français). Comme René Dommange s'insurge et nie cette dernière accusation, le rapport qu'adressent en retour les Renseignements généraux est sévère : il est écrit qu'il a appartenu au Comité d'action pour l'entraide d'hiver, qu'il a présidé les Journées du Mont-Dore, qu'il a assisté à la conférence d'un collaborationniste, qu'il a été membre de la Milice française (carte no 20780) et qu'il a publié un article dans Le Cri du peuple le 6 février 1941 et qu'enfin il a cosigné la « déclaration commune sur la situation politique » de juillet 1944, aux côtés des principaux leaders collaborationnistes, exigeant du maréchal Pétain un gouvernement plus ferme, une répression accrue, jusqu'à envisager des « sanctions sévères allant jusqu'à la peine capitale à l'égard de tous ceux dont l'action encourage la guerre civile ou compromet la position européenne de la France » et une entrée en guerre aux côtés de l'Allemagne. 
Il ne reprend pas d'activité politique après la Seconde Guerre mondiale.

## Distinctions
Décorations
- Croix de guerre 1914-1918, étoile d'argent (citation à l'ordre de la 43e division d'infanterie).
- Médaille interalliée de la Victoire 14-18.
- Officier de la Légion d'honneur (1954).
- Commandeur de l'ordre de l'Étoile de Roumanie.
- Ordre de la Francisque

Autres
- Médaille d'or de la faculté de droit de Paris.